# Arcidiocesi di Santa Cruz de la Sierra
L'arcidiocesi di Santa Cruz de la Sierra (in latino Archidioecesis Sanctae Crucis de Sierra) è una sede metropolitana della Chiesa cattolica in Bolivia. Nel 2022 contava 1.978.000 battezzati su 2.637.000 abitanti. È retta dall'arcivescovo René Leigue Cesari.

## Territorio
L'arcidiocesi comprende le seguenti province del dipartimento boliviano di Santa Cruz: Andrés Ibáñez, Ignacio Warnes, Obispo Santistevan, Sara, Ichilo, Vallegrande, Florida e Manuel Caballero. Comprende anche una piccola parte della provincia di Cordillera.
Sede arcivescovile è la città di Santa Cruz de la Sierra, dove si trova la cattedrale di San Lorenzo.
Il territorio si estende su 49.170 km² ed è suddiviso in 87 parrocchie.
La provincia ecclesiastica di Santa Cruz de la Sierra comprende una sola diocesi suffraganea, San Ignacio de Velasco.

## Storia
La diocesi di Santa Cruz de la Sierra fu eretta il 5 luglio 1605 con la bolla Super specula militantis di papa Paolo V, ricavandone il territorio dalla diocesi di La Plata o Charcas  (oggi arcidiocesi di Sucre).
Originariamente suffraganea dell'arcidiocesi di Lima, il 20 luglio 1609 entrò a far parte della provincia ecclesiastica dell'arcidiocesi di La Plata o Charcas.
Nel 1649 fu istituito il seminario diocesano, dedicato a san Giovanni Battista, che restò in funzione fino al 1661. Successivamente il seminario fu riaperto nel 1770.
Il 25 giugno 1847, 1º dicembre 1917, il 22 maggio 1919 e il 27 gennaio 1930 cedette porzioni del suo territorio a vantaggio dell'erezione della diocesi di Cochabamba (oggi arcidiocesi) e dei vicariati apostolici rispettivamente di El Beni, del Chaco (oggi vicariato apostolico di Camiri) e di Chiquitos (oggi diocesi di San Ignacio de Velasco).
Il 30 luglio 1975 è stata elevata al rango di arcidiocesi metropolitana con la bolla Quo gravius di papa Paolo VI.
L'arcidiocesi ha ricevuto la visita pastorale di papa Giovanni Paolo II nel 1988 e di papa Francesco nel 2015.

## Cronotassi dei vescovi
Si omettono i periodi di sede vacante non superiori ai 2 anni o non storicamente accertati.
- Antonio Calderón de León † (4 luglio 1605 - 1621 deceduto)
- Fernando de Ocampo, O.F.M.Obs. † (1621 succeduto - 1632 deceduto)
- Juan de Zapata y Figueroa † (9 luglio 1635 - 1648 deceduto)
- Juan de Arguinao y Gutiérrez, O.P. † (10 settembre 1646 - 10 novembre 1659 nominato arcivescovo di Santafé en Nueva Granada)
- Juan de Riviera (Ribera), O.S.A. † (17 novembre 1659 - 1666 deceduto)
- Bernardino de Cárdenas Ponce, O.F.M.Obs. † (7 giugno 1666 - 1668 deceduto)
  - Sede vacante (1668-1672)
- Juan de Isturrizaga, O.P. † (16 maggio 1672 - 1675 deceduto)
  - Sede vacante (1675-1680)
- Pedro Cárdenas y Arbieto † (13 maggio 1680 - 30 maggio 1684 deceduto)
- Juan de los Ríos y Berriz, O.P. † (28 aprile 1687 - 2 maggio 1692 deceduto)
  - Sede vacante (1692-1699)
  - Miguel Álvarez de Toledo, O. de M. † (1697 - ?) (vescovo eletto)
- Juan Francisco de Padilla y San Martín, O. de M. † (1º giugno 1699 - 1705 deceduto)
- Pedro Vázquez de Velasco † (22 febbraio 1706 - 1710 deceduto)
  - Sede vacante (1710-1714)
- Jaime de Mimbela, O.P. † (26 febbraio 1714 - 20 marzo 1720 nominato vescovo di Trujillo)
- Juan Cabero y Toledo † (15 aprile 1720 - 11 giugno 1725 nominato vescovo di Arequipa)
  - Juan de Moncada Hurtado de Figueroa † (11 giugno 1725 - dicembre 1725 deceduto) (vescovo eletto)
- Miguel Bernardino de la Fuente y Rojas † (24 aprile 1728 - 7 agosto 1741 nominato vescovo di Huamanga)
- Andrés de Vergara y Uribe † (7 agosto 1741 - 1744 deceduto)
- Juan Pablo de Olmedo † (23 agosto 1745 - 1755 deceduto)
- Fernando José Pérez de Oblitas † (7 aprile 1756 - 1760 deceduto)
- Francisco Ramón Herboso y Figueroa † (6 aprile 1761 - 16 settembre 1776 nominato arcivescovo di La Plata o Charcas)
- Juan Domingo González de la Reguera † (16 dicembre 1776 - 18 settembre 1780 nominato arcivescovo di Lima)
- Alejandro José de Ochoa † (25 febbraio 1782 - 11 aprile 1791 nominato vescovo di La Paz)
- José Ramón de Estrada y Orgas † (11 aprile 1791 - 1792 deceduto)
- Manuel Nicolás de Rojas y Argandoña † (18 dicembre 1795 - 24 maggio 1803 deceduto)
  - Sede vacante (1803-1807)
  - Antonio de San Fermín, O. Carm. † (23 settembre 1805 - 1806 deceduto) (vescovo eletto)
- Francisco Javier Aldazábal † (23 marzo 1807 - 24 giugno 1812 deceduto)
  - Sede vacante (1812-1835)
  - Agustín Francisco de Otondo, C.O. † (1816 - 13 giugno 1826 deceduto) (amministratore apostolico)
- José Manuel Fernández de Córdoba y Meló † (24 luglio 1835 - 13 luglio 1840 nominato vescovo di La Paz)
  - Sede vacante (1840-1846)
  - Francisco León de Aguirre † (13 luglio 1840 - 21 dicembre 1841 dimesso) (vescovo eletto)
- Manuel Ángel del Prado Cárdenas † (19 gennaio 1846 - 28 settembre 1855 nominato arcivescovo di La Plata o Charcas)
- Agustín Gómez Cabezas y Sildo † (19 gennaio 1856 - 23 maggio 1860 deceduto)
  - Sede vacante (1860-1869)
- Francisco Javier Rodríguez † (22 novembre 1869 - 16 maggio 1877 deceduto)
- Juan José Baldivia Morales † (15 luglio 1878 - 1º giugno 1891 nominato vescovo di La Paz)
- José Belisario Santistevan † (1º giugno 1891 succeduto - 30 marzo 1931 deceduto)
- Daniel Rivero Rivero † (30 marzo 1931 succeduto - 3 febbraio 1940 nominato arcivescovo di Sucre)
- Augustín Arce Mostajo † (3 dicembre 1940 - 22 maggio 1958 dimesso[5])
- Luis Aníbal Rodríguez Pardo † (22 maggio 1958 - 6 febbraio 1991 ritirato)
- Julio Terrazas Sandoval, C.SS.R. † (6 febbraio 1991 - 25 maggio 2013 ritirato)
- Sergio Alfredo Gualberti Calandrina (25 maggio 2013 succeduto - 22 aprile 2022 ritirato)
- René Leigue Cesari, dal 22 aprile 2022

## Statistiche
L'arcidiocesi nel 2022 su una popolazione di 2.637.000 persone contava 1.978.000 battezzati, corrispondenti al 75,0% del totale.
| anno | popolazione | popolazione | popolazione | presbiteri | presbiteri | presbiteri | presbiteri                | diaconi | religiosi | religiosi | parrocchie |
| anno | battezzati  | totale      | %           | numero     | secolari   | regolari   | battezzati per presbitero | diaconi | uomini    | donne     | parrocchie |
| ---- | ----------- | ----------- | ----------- | ---------- | ---------- | ---------- | ------------------------- | ------- | --------- | --------- | ---------- |
| 1950 | 150.000     | 153.000     | 98,0        | 43         | 23         | 20         | 3.488                     |         |           |           | 29         |
| 1966 | 375.000     | 390.000     | 96,2        | 61         | 8          | 53         | 6.147                     |         | 78        | 154       | 30         |
| 1970 | 380.000     | 400.000     | 95,0        | 92         | 13         | 79         | 4.130                     |         | 119       | 167       | 30         |
| 1976 | 425.000     | 465.000     | 91,4        | 92         | 10         | 82         | 4.619                     |         | 124       | 203       | 31         |
| 1980 | 620.500     | 640.000     | 97,0        | 91         | 13         | 78         | 6.818                     | 1       | 116       | 230       | 33         |
| 1990 | 1.167.000   | 1.297.000   | 90,0        | 121        | 7          | 114        | 9.644                     | 4       | 182       | 253       | 44         |
| 1999 | 1.300.000   | 1.600.000   | 81,3        | 150        | 28         | 122        | 8.666                     | 5       | 196       | 481       | 55         |
| 2000 | 1.350.000   | 1.650.000   | 81,8        | 164        | 44         | 120        | 8.231                     | 5       | 166       | 421       | 59         |
| 2001 | 1.380.000   | 1.520.000   | 90,8        | 158        | 37         | 121        | 8.734                     | 2       | 205       | 466       | 60         |
| 2002 | 1.400.000   | 2.033.739   | 68,8        | 177        | 30         | 147        | 7.909                     | 2       | 241       | 505       | 75         |
| 2003 | 1.550.000   | 2.033.739   | 76,2        | 202        | 36         | 166        | 7.673                     | 5       | 254       | 589       | 75         |
| 2004 | 1.600.000   | 2.033.739   | 78,7        | 189        | 51         | 138        | 8.465                     | 5       | 218       | 494       | 70         |
| 2010 | 1.805.000   | 2.291.000   | 78,8        | 194        | 66         | 128        | 9.304                     | 6       | 217       | 572       | 72         |
| 2014 | 1.944.000   | 2.466.000   | 78,8        | 182        | 64         | 118        | 10.681                    | 5       | 184       | 487       | 78         |
| 2017 | 2.033.000   | 2.580.000   | 78,8        | 178        | 42         | 136        | 11.421                    | 12      | 192       | 487       | 83         |
| 2020 | 1.925.600   | 2.567.480   | 75,0        | 181        | 40         | 141        | 10.638                    | 17      | 187       | 482       | 86         |
| 2022 | 1.978.000   | 2.637.000   | 75,0        | 239        | 43         | 196        | 8.276                     | 17      | 242       | 479       | 87         |